# 朱翊錝
成皋昭裕王朱翊錝（1542年11月14日—1577年8月4日），字叔兼，號玄易，明朝趙藩成皋王府鎮國將軍，追封成皋王，成皋端穆王朱載垸的庶長子，生母夫人李氏。

## 生平
嘉靖二十一年十月八日（1542年11月14日）生。後封鎮國將軍。
嘉靖三十九年（1560年），祖父趙康王朱厚煜去世，因待襲爵的長曾孫朱常清年幼，父親成皋王朱載垸受命管理府事。朱翊錝亦隨父遷入趙府居住，常伴左右。嘉靖四十四年（1565年），朱常清襲封趙王，朱翊錝隨父返回成皋王府。
萬曆五年七月二十一日（1577年8月4日），朱翊錝尚未被立為成皋王長子，即因痰疾去世，享年三十六歲。
萬曆十二年（1584年），生父成皋端穆王朱載垸去世。三年後，朱翊錝的嫡長子朱常㳛襲封成皋王。萬曆二十四年（1596年），朝廷追封朱翊錝為成皋王，賜諡昭裕。
后来朱常㳛晋封赵王，但朱翊錝没有被追封为赵王的记载。

## 家庭

### 妻
- 徐氏（1543年－1562年），安陽庠生徐薇次女，嘉靖三十八年（1559年）封鎮國將軍夫人。[5]
- 李氏（1551年－1612年），直隸大名府東明縣丞李繼充女，初封鎮國將軍夫人，萬曆二十四年（1596年）進封成皋昭裕王繼妃，生四子二女。[4]

### 妾
- 張氏，生三子三女。

### 嫡子
- 成皋王長孫→成皋王→趙王朱常㳛
- 輔國將軍朱常滿
- 輔國將軍朱常漩
- 朱常𥝸，早卒

### 庶子
- 輔國將軍朱常𣲳
- 輔國將軍朱常漨
- 輔國將軍朱常瀂

### 女
- 庶第一女：固城郡君
- 庶第二女：早卒
- 庶第三女：北梁郡君
- 嫡第四女：早卒
- 嫡第五女：早卒[4]

## 墓葬
萬曆六年八月十一日（1578年9月12日），朱翊錝葬於河南彰德府安陽縣城北四里洹水之南原。墓誌現藏於安阳市文物考古研究所。

[誌蓋]

大朙趙成皋王長子鎮國將軍玄易君墓誌銘

[誌文]

　大明成皋王長子鎮國將軍玄易君墓誌銘

　賜進士及第通議大夫河南布政左使前三奉

　勑命提督陝西浙江學校使河汾孔天胤撰并書篆

　　君諱翊錝，字叔兼，誥封鎮國將軍，號玄易，

　趙成皋王首生子也。母李夫人。嫡母馬妃無子，喜得君，則愛如己出，保育調護以至成童，

　　實養正於蒙。君六歲，能誦孝經，習少儀。稍長，出就外傅。神秀温文，大爲

　祖康王鍾愛。

　康王在位，爲大藩秉禮之宗。其訓子若孫曰：「無慆富貴，守道勿携，無邇宵人。」而師友之擇，

　　務詩書之悦而禮樂之敦。時宗袞嚮服，國風洋洋，推成皋王爲最弘矣。王乃親爲君擇

　　師，俾受學、庸、語、孟、書法、對偶於教授鄔天池氏，受毛詩、兩漢文鑑、盛唐音格於鄴儒李

　　瑩齋氏。李輟講，延李北洹氏而學之，尋以貢去。凡所開陳，即心悟理解，發爲英華。天衷

　　仁孝，與道合真。嘉靖庚申，

　祖康王薨，父王哀毀骨立，君時時侍苫次，勸進饘粥。王曾孫幼，國步艱，

皇帝勅父王保輔幼孤、管理國事。凡篤棐六年，而曾孫克纂鴻祚。王忠孝懋矣。君實左右之

　　焉。乙丑，隨王歸府，遂益專力於學，即遵道書院，建賦詩、綜文、評史三會，與二賔三宗崔

　　馬七賢剋日從事，時乃日新其條貫，品題悉緫裁於父王，以對揚康訓。别有名園，為四

　　美會。每會，必稱觴上父王壽，賔友咸集，雅歌投壺，授簡呈能，翰墨縱橫焉。君既𡢃文詞，

　　復工繪，少嘗寫月竹，自題云「形正即影正，形欹即影欹。生來無曲處，惟有月明知」以獻

　康祖。大見嘉賞，曰：「夏昶名家不可求，吾孫爲寫萬竿秋。」父王五旬慶誕，撰《朝真記》。母誕，撰

　　《斑服操》。國人並傳。萬曆丁丑，方議奏

上請立君爲長子，君忽痰厥而逝，時七月二十一日也。生於嘉靖壬寅十月八日，得年三十

　　有六。王痛悼摧傷，淚萬行下，謂諸輔導曰：「嗚呼！天乎弗憖，遺予一子，幸其有子，則予之

　　冢孫也。」亟請立之。其葬錝，庶得以長子之儀。訃聞於

　朝，恤典如制。以戊寅八月十有一日，葬城北四里洹水之南原。元配徐氏，封夫人，安陽徐

　　御史之孫，生員薇之女，早卒，無出，厝郡西，至是祔焉。繼配李夫人，湯陰李太保之子東

　　明丞繼充女。有子女十二人。嫡出子四：長曰常㳛，今立王長孫；次、三、四，俱未名。女二，俱

　　未受封。庶出子三，曰常𣲳、常漨、常瀂，女三，亦俱未受封。君資儀秀整，雙瞳炯然，性聦慧

　　爽朗，起居沉静。平生嗜善欽賢，以故縉紳大夫多樂與㳺。念舊篤親，以故推惠而恤韓

　　伴書之亡，請田而周李寡母之養。瑩齋氏状其行系之誄云：「子建長逝，昭明已矣。國

　　喪忠良，家殞孝子。痛知己之早捐，悲吾道之益否。」錄其實也。王以狀寓書來徵銘，余按

　　以作銘。其詞曰：君長而賢，宜祚之國。不逮其躬，而子之植。朱芾斯皇，曾不我嗇。奕世載

　　承，丕顯懿德。懿德伊何，温文淵塞。詒厥王章，惟金玉式。天篤其禧，曷其有極。我銘弗愆，

　　於萬斯億。

嘉靖四十一年十一月十日（1562年12月5日），朱翊錝的元配夫人徐氏安厝于安陽西北維王裕村之原。萬曆六年（1578年），與夫合葬。

[誌蓋]

誥封夫人徐氏壙誌銘

[誌文]

大明誥封夫人徐氏壙誌銘

　趙成皋第一子鎮國將軍翊錝譔并篆書

　　夫人徐氏，安陽庠生薇之次女。於嘉靖三十八年五月二

　　日，

誥封夫人。越四年壬戌三月十日甲午，以疾卒於正寢。訃

聞，特賜諭祭，營葬事。廼卜於郡西北維王裕村之原。十一月，有

　　司成造如

制，於月之十日庚寅掩壙。於戲！昔我

　王祖康王為予遴婚，必首閥閱，尚詩禮。夫人寔我

　祖妃之從孫女，御史君憲之族也。旣歸於予，孝敬之道克盡

　庭闈，且善將順，覿德自淑，靡教而化，盖薰陶之有自矣。若夫

　　勤儉静婉，惠下和衆，本諸性生。無事，勉為女紅之外，旁涉

　　書史。方頼内治以輔不逮，夫何嬰疾弗瘳，竟成永訣。吁！豈

　　勝情哉？距生嘉靖二十二年癸卯十二月八日戊寅，年僅

　　二十。庶女子一人。爰紀歲月，載係之銘。銘曰：

　　嗟尔之生膺厥榮，胡弗尔壽享厥成。德之維馨殁也寧，

帝治其阡閟以清。□□□□□□□，摧予心兮為尔銘。

　　嘉靖四十一年十一月十日。

萬曆四十年十二月十三日（1613年2月2日），朱翊錝的繼妃李氏與其合葬。

[誌蓋]

大朙成皋昭裕王繼妃李氏合葬壙誌

[誌文]

大明成皋昭裕王繼妃李氏合葬壙誌

　妃李氏，工部尚書女孫，直隸大名府東明縣丞繼

　充女，母鄧氏。嘉靖三十年八月二十三日生。萬曆

　二十四年六月十六日，

封為繼妃。萬曆四十年九月十二日，以疾薨，享年六

　十二歲。子七：長常㳛，襲封成皋王；次常滿、常漩，俱

　封輔國將軍；常𥝸，卒。俱妃生。常𣲳、常漨、常瀂，俱封

　輔國將軍。常𣲳、常瀂卒，俱媵張氏生。女五：長封固

　城郡君，卒；二卒；三封北梁郡君。俱媵張氏生。四、五

　卒，俱妃生。孫男七：長由朴，封長子，卒，常㳛生；次俱

　封奉國將軍，常𣲳等生。訃聞，

上賜祭如制，

太后、

中宫皆遣祭焉。以萬曆四十年十二月十三日，合

　成皋昭裕王葬于洹南之原。嗚呼！

　妃以淑德，夙侍宗藩。蚤受榮封，享有富貴。兹以疾

　終，夫復何憾。爰述其㮣，納諸幽壙，永垂不朽云。

　孝男常㳛泣血納石。